# Coppa del Mondo di slittino 1997
La Coppa del Mondo di slittino 1996/97, ventesima edizione della manifestazione organizzata dalla Federazione Internazionale Slittino, ebbe inizio il 30 novembre 1996 a Sigulda, in Lettonia, e si concluse il 16 febbraio 1997 a Nagano, in Giappone. Furono disputate ventuno gare, sette per ogni tipologia (singolo uomini, singolo donne ed il doppio) in sette differenti località. Nel corso della stagione si tennero anche i Campionati mondiali di slittino 1997 ad Igls, in Austria, competizione non valida ai fini della Coppa del Mondo.
Le coppe di cristallo, trofeo conferito ai vincitori del circuito, furono assegnate all'austriaco Markus Prock per quanto concerne la classifica del singolo uomini, la sua connazionale Andrea Tagwerker conquistò il trofeo del singolo donne mentre la coppia statunitense formata da Christopher Thorpe e Gordon Sheer si aggiudicò la vittoria del doppio.

## Risultati
| Data                | Località    | Nazione  | Specialità       | Primi classificati                               | Secondi classificati                             | Terzi classificati                                |
| ------------------- | ----------- | -------- | ---------------- | ------------------------------------------------ | ------------------------------------------------ | ------------------------------------------------- |
| 30-1º dicembre 1996 | Sigulda     | Lettonia | Donne – Singolo  | Silke Kraushaar Germania                         | Andrea Tagwerker Austria                         | Angelika Neuner Austria e Cammy Myler Stati Uniti |
| 30-1º dicembre 1996 | Sigulda     | Lettonia | Uomini – Singolo | Markus Prock Austria                             | Armin Zöggeler Italia                            | Duncan Kennedy Stati Uniti                        |
| 30-1º dicembre 1996 | Sigulda     | Lettonia | Uomini – Doppio  | Christopher Thorpe Gordon Sheer Stati Uniti      | Stefan Krauße Jan Behrendt Germania              | Steffen Skel Steffen Wöller Germania              |
| 7-8 dicembre 1996   | Lillehammer | Norvegia | Donne – Singolo  | Silke Kraushaar Germania                         | Jana Bode Germania                               | Angelika Neuner Austria                           |
| 7-8 dicembre 1996   | Lillehammer | Norvegia | Uomini – Singolo | Armin Zöggeler Italia                            | Markus Prock Austria                             | Duncan Kennedy Stati Uniti                        |
| 7-8 dicembre 1996   | Lillehammer | Norvegia | Uomini – Doppio  | Christian Niccum Matthew McClain Stati Uniti     | Christopher Thorpe Gordon Sheer Stati Uniti      | Mark Grimmette Brian Martin Stati Uniti           |
| 14-15 dicembre 1996 | Altenberg   | Germania | Donne – Singolo  | Jana Bode Germania                               | Silke Kraushaar Germania                         | Andrea Tagwerker Austria                          |
| 14-15 dicembre 1996 | Altenberg   | Germania | Uomini – Singolo | Markus Prock Austria                             | Jens Müller Germania                             | Gerhard Gleirscher Austria                        |
| 14-15 dicembre 1996 | Altenberg   | Germania | Uomini – Doppio  | Christopher Thorpe Gordon Sheer Stati Uniti      | Gerhard Plankensteiner Oswald Haselrieder Italia | Stefan Krauße Jan Behrendt Germania               |
| 21-22 dicembre 1996 | Königssee   | Germania | Donne – Singolo  | Silke Kraushaar Germania                         | Susi Erdmann Germania                            | Barbara Niedernhuber Germania                     |
| 21-22 dicembre 1996 | Königssee   | Germania | Uomini – Singolo | Markus Prock Austria                             | Duncan Kennedy Stati Uniti                       | Jens Müller Germania                              |
| 21-22 dicembre 1996 | Königssee   | Germania | Uomini – Doppio  | Christopher Thorpe Gordon Sheer Stati Uniti      | Gerhard Plankensteiner Oswald Haselrieder Italia | Stefan Krauße Jan Behrendt Germania               |
| 25-26 gennaio 1997  | Oberhof     | Germania | Donne – Singolo  | Andrea Tagwerker Austria                         | Angelika Neuner Austria                          | Susi Erdmann Germania                             |
| 25-26 gennaio 1997  | Oberhof     | Germania | Uomini – Singolo | Markus Prock Austria                             | Jens Müller Germania                             | Wilfried Huber Italia e Norbert Huber Italia      |
| 25-26 gennaio 1997  | Oberhof     | Germania | Uomini – Doppio  | Kurt Brugger Wilfried Huber Italia               | Tobias Schiegl Markus Schiegl Austria            | Gerhard Plankensteiner Oswald Haselrieder Italia  |
| 1º-2 febbraio 1997  | Winterberg  | Germania | Donne – Singolo  | Sylke Otto Germania                              | Andrea Tagwerker Austria                         | Jana Bode Germania                                |
| 1º-2 febbraio 1997  | Winterberg  | Germania | Uomini – Singolo | Georg Hackl Germania                             | Jens Müller Germania                             | Markus Prock Austria                              |
| 1º-2 febbraio 1997  | Winterberg  | Germania | Uomini – Doppio  | Stefan Krauße Jan Behrendt Germania              | Tobias Schiegl Markus Schiegl Austria            | Christian Niccum Matthew McClain Stati Uniti      |
| 15-16 febbraio 1997 | Nagano      | Giappone | Donne – Singolo  | Angelika Neuner Austria                          | Jana Bode Germania                               | Andrea Tagwerker Austria                          |
| 15-16 febbraio 1997 | Nagano      | Giappone | Uomini – Singolo | Wendel Suckow Stati Uniti                        | Jens Müller Germania                             | Georg Hackl Germania                              |
| 15-16 febbraio 1997 | Nagano      | Giappone | Uomini – Doppio  | Gerhard Plankensteiner Oswald Haselrieder Italia | Tobias Schiegl Markus Schiegl Austria            | Christopher Thorpe Gordon Sheer Stati Uniti       |

## Classifiche

### Singolo uomini
| Pos. | Nome           | Nazione  |
| ---- | -------------- | -------- |
| 1    | Markus Prock   | Austria  |
| 2    | Jens Müller    | Germania |
| 3    | Wilfried Huber | Italia   |

### Singolo donne
| Pos. | Nome             | Nazione  |
| ---- | ---------------- | -------- |
| 1    | Andrea Tagwerker | Austria  |
| 2    | Angelika Neuner  | Austria  |
| 3    | Jana Bode        | Germania |

### Doppio
| Pos. | Nome                                      | Nazione     |
| ---- | ----------------------------------------- | ----------- |
| 1    | Christopher Thorpe Gordon Sheer           | Stati Uniti |
| 2    | Gerhard Plankensteiner Oswald Haselrieder | Italia      |
| 3    | Tobias Schiegl Markus Schiegl             | Austria     |